# Warloy-Baillon
Warloy-Baillon település Franciaországban, Somme megyében. Lakosainak száma 749 fő (2022. január 1.). Warloy-Baillon Varennes, Baizieux, Bresle, Harponville, Hédauville, Hénencourt, Senlis-le-Sec és Vadencourt községekkel határos.

## Népesség
A település népessége az elmúlt években az alábbi módon változott:
| Lakosok száma | 805  | 769  | 767  | 758  | 755  | 753  | 750  | 746  | 749  |
|               | 2013 | 2015 | 2016 | 2017 | 2018 | 2019 | 2020 | 2021 | 2022 |